# Kliima
Kliima – wieś w Estonii, w prowincji Põlva, w gminie Orava.